# Dulcza Mała
Dulcza Mała est une localité polonaise de la gmina de Radomyśl Wielki, située dans le powiat de Mielec en voïvodie des Basses-Carpates.